# نوسیبو (فیلم)
نوسیبو (انگلیسی: Nocebo)، یک فیلم ایرلندی-فیلیپنی در ژانر دلهره‌آور به کاگردانی لورکان فینگان است که بر اساس فیلم‌نامه‌ای نوشته گرت شنلی ساخته شده و در سال ۲۰۲۲ منتشر شد. پس از فیلم تحسین‌شدهٔ ویواریوم (۲۰۱۹) این دومین همکاری فینگان و شنلی است. اوا گرین، مارک استرانگ و چای فوناسیر بازیگران فیلم هستند.
فیلم‌برداری فیلم از اول فوریه ۲۰۲۱ در دوبلین آغاز شد. نوسیبو در سال ۲۰۲۲ منتشر شد.